# Okke Punt
Okke Punt (Lisse, 15 mei 1992) is een Nederlandse singer-songwriter.

## Biografie
Okke Punt is opgegroeid in een muzikale familie en komt snel tot de ontdekking dat hij talentvol is. Hij zingt, speelt gitaar, mondharmonica en schrijft zijn eerste eigen nummers. Op de middelbare school start hij met het spelen in bandjes, waarna hij studeert aan het Conservatorium van Amsterdam.
Van 2009 tot 2013 volgt hij op het Conservatorium de opleiding Pop Zang. In die periode speelt hij in de band van Yori Swart, destijds 3FM Serious Talent.
Na zijn opleiding doet hij mee met het programma De beste singer-songwriter van Nederland van Giel Beelen. Hij bereikt de finale en zijn nummer Life Aint Easy wordt gezien als een van de beste producten van het seizoen.
In 2015 speelt hij in binnen- en buitenland in Fiction Plane. Hij speelt gitaar en doet vocals. Tijdens een van de tours in Amerika schrijft hij het nummer 'Wat een dag' voor de wintercommercial van Unox. Hij speelt dit nummer vervolgens o.a. live bij Giel Beelen op 3FM. Het nummer wordt verkozen tot meest populaire reclamemuziek van 2015. In 2020 had hij samen met de artiesten Snelle en Pjotr bescheiden succes in de Nederlandse hitlijsten met het nummer Verliezen met jullie.
Hij heeft meegeschreven aan hits van Snelle en Maan, waaronder Blijven slapen (samen met Arno Krabman).